# اقتطاع القرنية الضوئي الانكساري
اقتطاع القرنية الضوئي الانكساري (PRK) واقتطاع القرنية تحت الظهارة بمساعدة الليزر (ليزك) هما تقنيتان من جراحة الليزر العينية المستخدمة لتصحيح القدرة البصرية، ما يقلل اعتماد المريض على النظارات الطبية أو العدسات اللاصقة. تغير هاتان العمليتان من شكل الوجه الأمامي المركزي من القرنية بشكل دائم باستخدام ليزر إكسيمر يعمل على استئصال جزء صغير من النسيج من سدى القرنية في الجزء الأمامي من العين تحت ظهارة القرنية مباشرة. تُزال الطبقة الخارجية من القرنية قبل الاستئصال مباشرة.
يعمل نظام حاسوبي على تعقب موقع عين المريض من 60 حتى 4,000 مرة في الثانية، اعتمادًا على مواصفات الليزر المستخدم. يعيد النظام الحاسوبي توجيه نبضات الليزر من أجل التصويب الدقيق لليزر. تركز معظم أجهزة الليزر الحديثة على المحور البصري للمريض أوتوماتيكيًا وتتوقف إذا تحركت العين خارج نطاق العمل ثم تعاود الاستئصال الضوئي من حيث توقفت عندما تعود عين المريض إلى المركز.
الطبقة الخارجية من القرنية أو ظهارة القرنية هي طبقة رخوة سريعة التجدد تقع على تماس مع فيلم الدمع يمكنها تجديد ذاتها بشكل كلي انطلاقًا من الخلايا الجذعية الطرفية خلال عدة أيام دون خسارة في وضوح الرؤية. أما الطبقات العميقة من القرنية، فهي تتشكل في المراحل المبكرة من الحياة وتكون قدرتها التجددية محدودة جدًا على عكس الظهارة الخارجية. إذا تعرضت الطبقات العميقة من القرنية للقطع بواسطة الليزر أو المشراح الدقيق، فهي ستبقى بشكل دائم على وضعها الجديد مع فعالية محدودة للشفاء وإعادة التشكل.
باستخدام تقنية بي آر كي، تُزال ظهارة القرنية وتُبعد جانبًا سامحة للخلايا بالتجدد بعد الجراحة. تعتبر هذه العملية مختلفة عن تقنية ليزيك (تقويم القرنية في المكان بمساعدة الليزر)، وهي شكل من أشكال جراحة الليزر العينية حيث تُجرى طية دائمة في الطبقات العميقة من القرنية.

## الشروط
هناك عدد من المعايير الأساسية التي يجب أن يحققها كل مريض مرشح لهذه الجراحة:
- صحة عينية طبيعية (عدم وجود إصابات أو التهابات فعالة في العين)
- العمر الذي يبلغ أو يتجاوز 18 سنة
- استقرار سوء الانكسار (عدم وجود تبدل ملحوظ في سوء الانكسار خلال العام الأخير) قابل للتصحيح حتى 20/40 أو أكثر
- تقدير حسر البصر بين -1.00 و-12.00 ديوبتر
- عدم وجود حمل خلال فترة إجراء العملية
- امتلاك المريض توقعات منطقية حول النتائج النهائية (مع فهم كامل للفوائد إضافة إلى المخاطر الممكنة)
- قياس الحدقة البالغ 6 ميليمتر أو أقل في غرفة مظلمة هو المثالي (لكن بعض أجهزة الليزر الحديثة قد تتمكن من العمل على حدقات أكبر)
- تقييم الحساسية (مثل حبات الطلع) إذ يمكن أن تؤدي الحساسية إلى اضطراب هامش تغطية الجفن بعد العملية ما يسبب جفاف العينين.

هناك عدد من الحالات المرضية التي يمكن أن تعقد هذه العملية أو تعيق إجراءها:
- أمراض الكولاجين الوعائية (مثل تقرح القرنية أو انحلالها)
- الأمراض العينية (مثل جفاف العينين والقرنية المخروطية والزرق)
- الاضطرابات الجهازية (مثل الداء السكري والتهاب المفاصل الرثياني)
- قصة مرضية لتأثيرات جانبية مرتبطة بالستيرويدات
- النمط الثاني من الحثل القرني الحبيبي.

## الاختلاطات الممكنة
يمكن أن تحصل بعض الاختلاطات التي قد تكون مؤقتة أو دائمة وتشمل:
- جفاف العينين[3]
- تآكل القرنية الناكس خلال النوم
- فترة النقاهة الطويلة
- الألم[4]
- انحرافات البصر مثل الوهج أو الهالات المضيئة
- ازدياد التشتت الضوئي العيني
- التصحيح المفرط أو غير الكافي
- نكس حسر البصر
- ضباب القرنية
- نقص حدة البصر مع أفضل تصحيح ممكن
- نقص حدة البصر في الإضاءة المنخفضة
- زيادة الحساسية